# Atovaquonă
Atovaquona este un antiprotozoaric derivat de naftochinonă, fiind utilizat în tratamentul unor infecții protozoarice. Calea de administrare disponibilă este cea orală.

## Utilizări medicale
Atovaquona este utilizată în tratamentul și profilaxia următoarelor infecții:
- pneumonie produsă de Pneumocystis jirovecii, cazuri ușoare[9][10]
- toxoplasmoză[11]
- malarie (fiind un agent antimalaric), în asociere cu proguanil, însă există multe forme de malarie rezistente care nu răspund la tratament[12]
- babesioză, de obicei în asociere cu azitromicină orală.[13]